# Elyzeu Sawandi Etapalalo
Elyzeu Sawandi Etapalalo es un deportista angoleño que compitió en taekwondo. Ganó una medalla de bronce en el Campeonato Africano de Taekwondo de 2005, en la categoría de –54 kg.

## Palmarés internacional
| Campeonato Africano | Campeonato Africano       | Campeonato Africano | Campeonato Africano |
| Año                 | Lugar                     | Medalla             | Categoría           |
| ------------------- | ------------------------- | ------------------- | ------------------- |
| 2005                | Antananarivo (Madagascar) | Medalla de bronce   | –54 kg              |